# Kombinat Wälzlager und Normteile

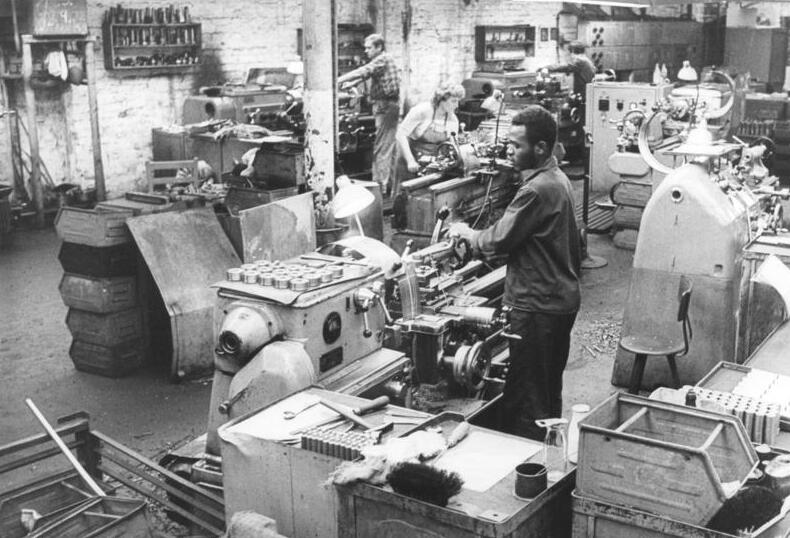
Draht- und Schraubenwerk Finsterwalde 1989

Schrauben des Kombinats wurden unter der Marke ESKA verkauft

Der VEB Kombinat Wälzlager und Normteile Karl-Marx-Stadt wurde 1978 gegründet und war ein Kombinat in der Deutschen Demokratischen Republik. Das Kombinat unterstand dem Ministerium für Allgemeinen Maschinen-, Landmaschinen- und Fahrzeugbau. Weitere zentralgeleitete Kombinate, die diesem Ministerium unterstanden, können in der Liste von Kombinaten der DDR eingesehen werden. 
Die Geschäftstätigkeit der Kombinatsbetriebe umfasste unter anderem die Herstellung von Wälzlagern und Normteilen wie Schrauben, Muttern, Kerb- und Zylinderstiften, Nägel und Federn.

## Geschichte
Das Kombinat ging 1978 aus der VVB Wälzlager und Normteile hervor. Unterhalb der VVB existierten bis dahin die untergeordneten Kombinate VEB Wälzlagerkombinat Leipzig und VEB Schraubenkombinat Karl-Marx-Stadt.
Der VEB Schraubenwerk Karl-Marx-Stadt wurde 1984 zum Stammbetrieb des Kombinats und übernahm die Leitung des Kombinats. Der Stammbetrieb wurde 1984 aus der bis dahin bestehenden Kombinatsleitung, dem Schraubenwerk und dem VEB Rationalisierungsmittelbau Wälzlager und Normteile gebildet, die zu diesem Zeitpunkt zusammengeführt wurden.
Im Zuge der Wende und der anschließenden Wiedervereinigung wurde das Kombinat 1990 aufgelöst. Rechtsnachfolger des Kombinates wurde die DKF Deutsche Kugellagerfabriken AG.

## Zugehörige Betriebe
Zum Kombinat gehörten 1990 die folgenden Betriebe:
- VEB Schraubenwerk Karl-Marx-Stadt; (Stammbetrieb)
- VEB Draht- und Schraubenwerk Finsterwalde
- VEB Federnwerk Marienberg
- VEB Gleitlagerwerk Osterwiek
- VEB Kerb Konus Dresden
- VEB Ketten- und Nagelwerke Weißenfels
- VEB Maschinenfabrik und Eisengießerei Köthen
- VEB Rotasym Pößneck
- VEB Schrauben- und Normteilwerk Hildburghausen
- VEB Schraubenfabrik Elsterwerda
- VEB Schraubenfabrik Magdeburg
- VEB Schraubenwerk Tambach
- VEB Schraubenwerk Gera
- VEB Stehlagerwerk Mühlhausen
- VEB Technische Federn Wutha
- VEB Wälzkörperwerk Bad Liebenstein
- VEAHB Wälzlager und Normteile Export/Import
- VEB Wälzlagerkäfigwerk Mittweida
- VEB Wälzlagerwerk Fraureuth
- VEB Wälzlagerfabrik „Josef Orlopp“ Berlin
- VEB Wälzlagerwerk Leipzig
- VEB Wälzlagerwerk Luckenwalde
- VEB Wälzlagerwerk Zella-Mehlis